# 크리스천 카마고
크리스천 카마고(Christian Camargo, 1971년 7월 7일 ~ )는 미국의 배우이다.

## 출연 작품
- 더 테러 라이브 인 하이스쿨 (2022)
- 쉬즈 미씽 (2019)
- 로미오와 줄리엣 (2014)
- 데이즈 앤 나이츠 (2014)
- 유로파 리포트 (2013)
- 채널링 (2013)
- 브레이킹 던 part2 (2012)
- 브레이킹 던 part1 (2011)
- 해피 티어스 (2009)
- 허트 로커 (2008)
- 도리안 그레이의 초상 (2007)
- 내셔널 트레져: 비밀의 책 (2007)
- 사랑을 찾아라 (2006)
- 더블 캅스 (2001, Double Bang)
- K-19 위도우메이커 (2001)
- 할렘 아리아 (1999)
- 젠틀맨 하이웨이맨 (1999)

### 텔레비전
- CSI: 과학수사대 (2003)
- 고스트 위스퍼러 (2005)
- 덱스터 (2006-07, 2011)
- 멘탈리스트 (드라마) (2011)
- 헤이븐 (2013)
- 엘리멘트리 (2014)